# Língua neuari
O neuari (नेपाल भाषा, também conhecido ou grafado como Nepalbhasa, Nepal bhasa, newah bhaye e newari) é uma das línguas mais importantes do Nepal. É uma das quase quinhentas línguas sino-tibetanas existentes atualmente, e pertence ao ramo tibeto-birmanês desta família. É a única língua tibetano-birmanesa a ser escrita no sistema devanágari. 

## Sistema de escrita
Ao longo do tempo, o neuari tem sido escrito de muitas formas. Os sistemas principais são o ranjana, o prachalit, o Brami e o golmol, usados mais freqüentemente. Todos os sistemas são escritos da esquerda para a direita, e consistem de dois conjuntos separados de letras: um de vogais e outro de consoantes. O brami é o sistema mais antigo, e todos os outros derivam dele. 
O devanágari é o sistema mais empregado no presente, uma vez que é o sistema oficial do Nepal, bem como na vizinha Índia. O sistema ranjana foi o mais usado em tempos antigos, e hoje está experimentando uma espécie de renascimento, devido à maior consciência cultural. O sistema prachalit, sendo semelhante ao devanágari, também é usado. Atualmente os sistemas brami e golmol raramente são usados. 

## Dialetos e influência
Há cinco dialetos importantes: o yen-yala, o khwapa, o pahari, o dolakha e o chitlang. Além destes dialetos, há alguns poucos subdialetos falados no vale de Catmandu e outras partes do Nepal. Estes subdialetos são falados nas aldeias adjacentes a Catmandu, como Patan, Bhaktapur, Chitlang e Dolakha. O dialeto falado em Bandipur é a forma arcaica do bhaaye de Khwapa. O dialeto falado em Chainpur, Bhojpur, Terathum e em Palapa é relacionado ao de Catmandu e ao de Patan. O dialeto falado em Ridi, Baglung e Arughat é mais próximo ao de Bhaktapur.